# Festa do Ovo

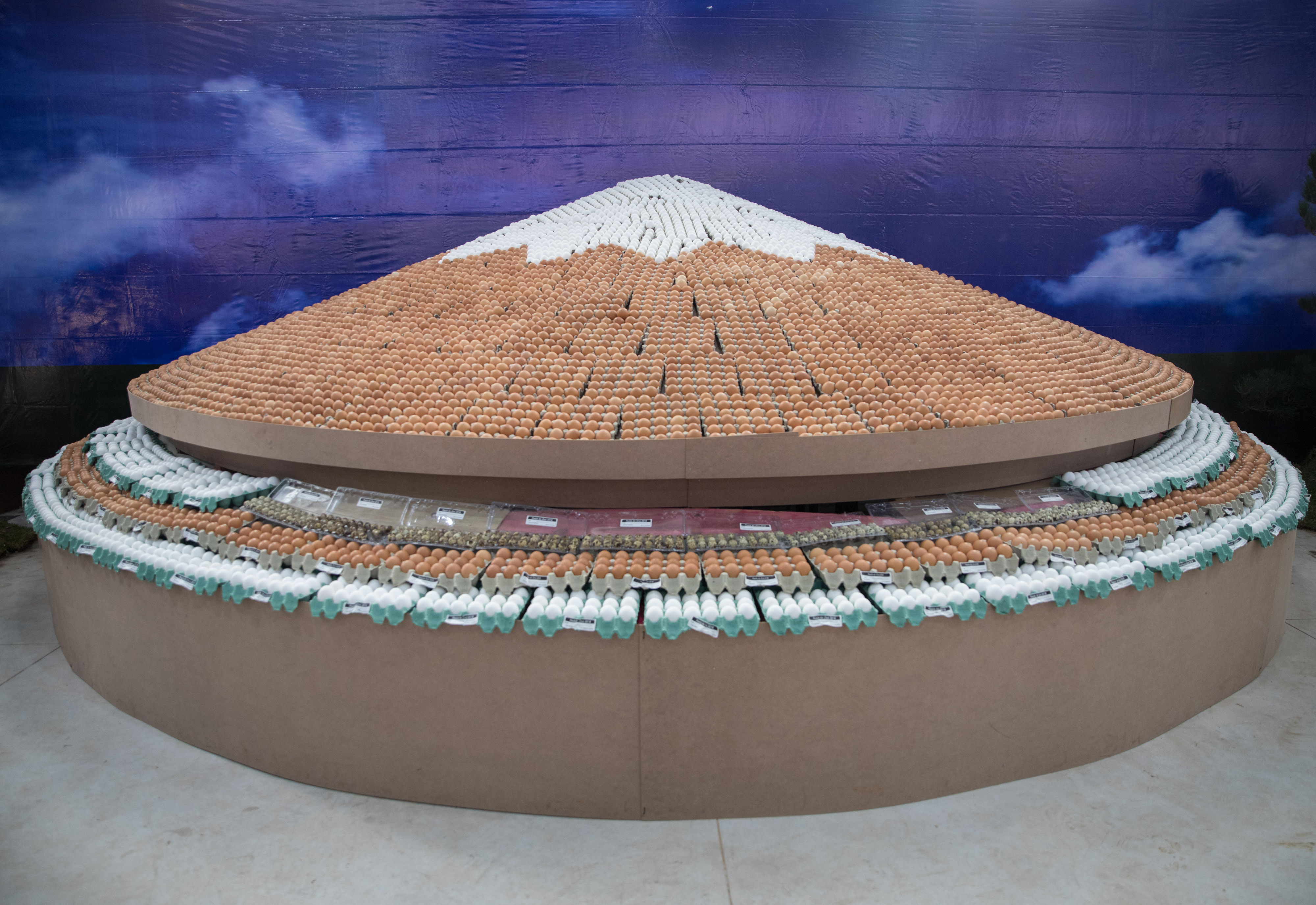
Réplica do Monte Fuji feita de ovos, uma das atrações do evento.

A Festa do Ovo é um evento anual que ocorre no mês de julho na cidade de Bastos, São Paulo, maior produtora de ovos do estado (cerca de 35% do total no estado) e considerada a "capital brasileira do ovo". Dentre avicultores, especialistas e entusiastas, o evento reune dezenas de milhares de visitantes e é reconhecido pelo governo do estado como o principal evento do setor avícola paulista, com destaque para o desenvolvimento de pesquisas agropecuárias.  A festa integra o calendário de eventos agropecuários, feito pela Secretaria de Agricultura e Abastecimento de São Paulo, em parceria com o Ministério da Agricultura.
O evento que já teve 60 edições, tem suas origens no ano de 1948, com a comemoração do 20º aniversário da cidade e ocorria nas dependências de uma escola estadual da cidade. Com o passar do tempo, as festividades ganharam popularidade, e o evento que era quinquenal passou a ser realizado todos os anos, no recinto de exposições Kisuke Watanabe. Nos anos de 2020 e 2021 o evento foi cancelado devido à preocupações relacionadas à COVID-19, o evento retornou suas atividades em 2022.

## Atrações
A festa costuma contar com atrações variadas. Dentre elas, shows musicais de grande porte, atividades esportivas, gincanas, apresentações de dança, exposições de tecnologia, palestras com especialistas da área agropecuária e alimentícia, além de dezenas de estandes de exposição. O ambiente também conta com praça de alimentação, servindo pratos a base de ovos, como omeletes, além de pratos típicos da culinária oriental.
Sediada por uma cidade historicamente marcada pela imigração japonesa, na festa também se destacam as atividades relacionadas à cultura japonesa, como a cerimônia do chá, taiko, ikebana, bon odori e karaokê. Em edições recentes, destaca-se a montagem de réplicas do Monte Fuji utilizando milhares de ovos.
Uma das principais atrações do evento são os concursos de maior comedor de ovos e de maior comedora de ovos de codorna. Nos concursos, os competidores disputam entre si, buscando comer o maior número de ovos num período de 15 minutos. Na 60ª edição da Festa do Ovo o YouTuber conhecido como Corbucci Eats bateu o recorde comendo cerca de 103 ovos em 15 minutos.